# Лагерь беженцев

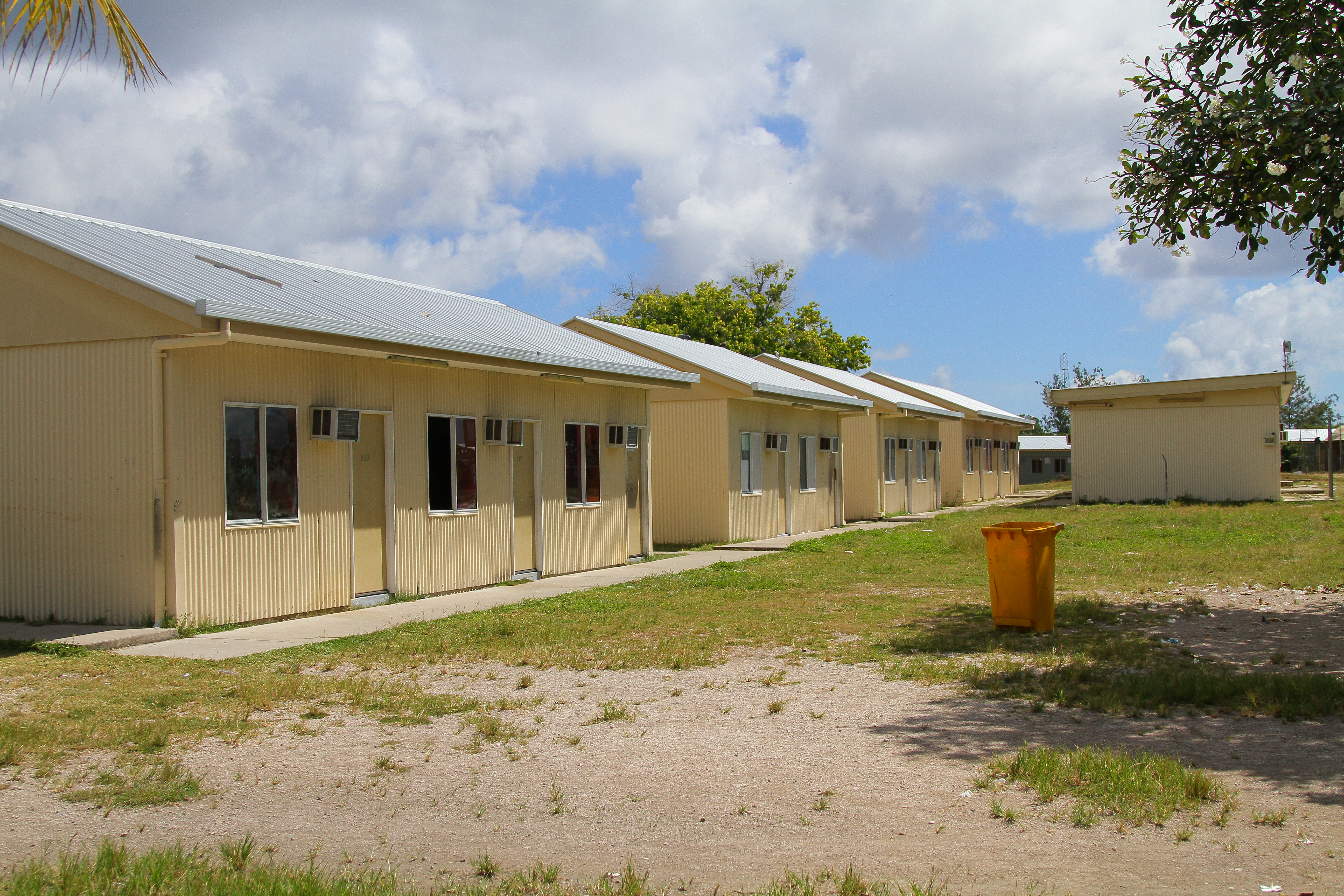
Съемные здания - Комплекс иммиграционной службы государственной палаты, Науру

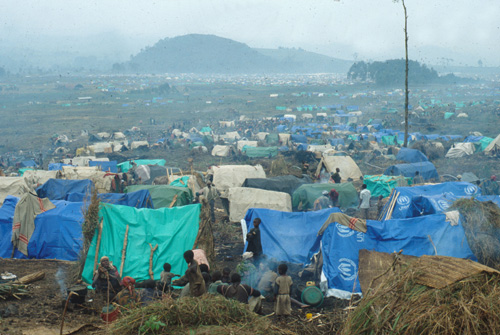
Лагерь беженцев из Руанды в ДР Конго

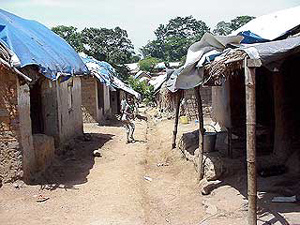
Лагерь беженцев из Сьерра-Леоне в Гвинее

Лагерь беженцев — временное поселение для беженцев. Они обычно строятся и управляются международными организациями, такими как ООН и Международный комитет Красного Креста и некоммерческими организациями. Но иногда устраиваются и отдельными государствами.Обычно в лагерях беженцев санитарно-гигиенические условия неудовлетворительны, это создаёт риск инфекционных заболеваний. Также на лагеря беженцев иногда нападают террористы.
Некоторые лагеря беженцев существуют уже несколько десятилетий и превращаются в постоянные населённые пункты, или становятся частями городов, которые находятся рядом. В Палестине населёнными пунктами стали лагеря Эйн-эль-Хельве и Дейр-эль-Бала.
Частая причина, по которой люди должны покинуть на время город — это стихийное бедствие. Такая причина называется кратковременной. Когда произошла авария на АЭС Фукусима-1, жители, которые находились на расстоянии 30 км, должны были покинуть своё жилище. Также причиной может стать экологическая проблема. Самая распространённая причина покидания города — это войны. Из-за гражданской войны в Судане более 20 000 детей нуэр и динка бежали в ДР Конго. Их называют «потерянные дети Судана». Один из крупнейших лагерей беженцев расположен в провинции Килис в Турции. Там жили 14 000 человек.
В лагерях люди живут до окончания какой-либо проблемы. Были случаи, когда после нескольких лет жилья в лагерях люди не были в безопасности и проблема не кончалась. Тогда лагерь перевозили в другое место. Лагеря беженцев устанавливаются как временные, но часто они остаются в течение нескольких десятилетий. Лагеря палестинских беженцев существуют около 50 лет.

## Жилище
Лагеря беженцев построены простым способом и чаще всего состоят из палаток. В них существует опасность пожара. Более долговечными считаются жилые контейнерные модули. Их тоже устраивают в лагерях. Они оказались выгодными в цене и скорости их установки и в то же время их можно переносить и убирать. С временным жилищем нет никакой задержки из-за разрешения на строительство.
В Эфиопии были придуманы жилища для лагерей беженцев с каркасом жилого контейнерного модуля, но со стенами палатки. Он быстро строится, а его вес составляет 150 килограммов. Производители заявляют, что этот вид жилища может простоять на одном месте три года.